# Andreas Köstenberger
Andreas Johannes Köstenberger (Vienna, 2 novembre 1957) è un biblista e teologo austriaco naturalizzato statunitense.

## Formazione e carriera
Nato in una famiglia cattolica, Köstenberger si convertì da giovane alla religione evangelica. Nel 1976 si iscrisse all'Università di Economia di Vienna, dove nel 1980 conseguì il master e nel 1982 il dottorato in Scienze economiche e sociali. Nel 1984 si trasferì negli Stati Uniti d'America e nel 1985 si iscrisse al Columbia Biblical Seminary, dove conseguì nel 1988 il master in Divinity. Rimase a lavorare per due anni come assistente al Columbia Biblical Seminary, quindi si iscrisse alla Trinity Evangelical Divinity School, dove nel 1993 conseguì il Ph.D. in Studi biblici e Nuovo Testamento. Dopo avere insegnato per due anni al Briercrest Bible College, tornò per un anno al Trinity per lavorare come assistente, quindi entrò come professore associato al Southern Baptist Theological Seminary. Nel 1998 è stato ordinato pastore protestante e nel 2000 è diventato professore ordinario al Southern Baptist Theological Seminary. Nel 2018 si è trasferito al Midwestern Baptist Theological Seminary a Kansas City. 
Köstenberger ha scritto diversi libri e numerosi articoli ed è curatore editoriale del Journal of the Evangelical Theological Society. 
Köstenberger è sposato con Margaret Gerrard, da cui ha avuto quattro figli.

## Libri principali
- The Missions of Jesus and the Disciples According to the Fourth Gospel, Eerdmans, 1998
- John, Baker Exegetical Commentary on the New Testament, Baker Academic, 2004
- Con David W. Jones (coautore), God, Marriage, and Family: Rebuilding the Biblical Foundation, Crossway Books, 2004
- Con Scott Swain (coautore), Father, Son, and Spirit: The Trinity and John's Gospel, New Studies in Biblical Theology, IVP Academic, 2008
- A Theology of John's Gospel and Letters: The Word, the Christ, the Son of God, Biblical Theology of the New Testament, Zondervan, 2009
- Con L. Scott Kellum Charles L. Quarles (coautori), The Cradle, the Cross, and the Crown: An Introduction to the New Testament, B&H Academics, 2009
- Con Michael J. Kruger (coautore), The Heresy of Orthodoxy, Crossway Books, 2010
- Con Richard D. Patterson (coautore), Invitation to Biblical Interpretation, Invitation to Theological Studies Kregel Academic, Kregel, 2011
- Excellence: The Character of God and the Pursuit of Scholarly Virtue, Crossway Books, 2011
- Con David Croteau (coautore), Which Bible Translation Should I Use? A Comparison of 4 Major Recent Versions, B&H Academic, 2012